# Остров (филм, 2006)
Вижте пояснителната страница за други значения на Остров.
Остров (на руски: Остров) е руски драматичен филм от 2006 година на режисьора Павел Лунгин, носител на награди Ника и Златен орел за най-добър филм.

## Сюжет
През втората световна война немски войници засичат баржа, в която Анатолий и Тихон превозват въглища.
Под натиска им Анатолий е принуден да застреля старшия си Тихон. Години по-късно вече остарелият монах, живее праведен живот в манастир на остров, където помага на всички прииждащи хора. Но извършеното от него убийство, все още не може да му даде покой. Чувствайки приближаването на неговата кончина, той все още не знае, че грехът му ще бъде опростен.

## Награди и номинации
| Година | Награда                         | Категория |
| ------ | ------------------------------- | --- |
| 2006   | Кинофестивал Московска премиера | Най-добър филм; |
| 2007   | Златен орел                     | Най-добър филм, най-добра второстепенна мъжка роля, най-добра мъжка роля, най-добра режисьорска работа, най-добра операторска работа, най-добър сценарий;      |
| 2007   | Ника                            | Най-добър филм, най-добра второстепенна мъжка роля, най-добра мъжка роля, най-добра режисьорска работа, най-добра операторска работа, най-добър звукооператор; |